# ガンマヘルペスウイルス亜科
ガンマヘルペスウイルス亜科（ガンマヘルペスウイルスあか、Gammaherpesvinae）とは、ヘルペスウイルス科の亜科。
以下の属がある。
- エプスタイン・バール・ウイルス（EBV）
- カポジ肉腫ウイルス（HHV8・KSHV)
- リンホクリプトウイルス
- ラジノウイルス
- マカウイルス
- ペルカウイルス